# Arcanumophis
Genre
Arcanumophis est un genre de serpents de la famille des Colubridae.

## Liste d'espèces
Selon The Reptile Database (23 décembre 2019) :
- Arcanumophis problematicus (Myers, 1986)

## Étymologie
Le genre Arcanumophis tire son nom du latin arcanum, « mystérieux », et du grec ancien ὄφις, óphis, « serpent ».

## Publication originale
- (en) Christopher R Smaga, Alex Ttito et Alessandro Catenazzi, « Arcanumophis, a new genus and generic allocation for Erythrolamprus problematicus (Myers 1986), Xenodontinae (Colubridae) from the Cordillera de Carabaya, southern Peru », Zootaxa, Magnolia Press (d), vol. 4671, no 1,‎ 16 septembre 2019, p. 129-138 (ISSN 1175-5334 et 1175-5326, OCLC 49030618, PMID 31716599, DOI 10.11646/ZOOTAXA.4671.1.10, lire en ligne).